# Teteriv
A Teteriv (ukránul: Тетерів) folyó Ukrajnában, 385 kilométer hosszú, a Dnyepermelléki-hátságban ered, keresztülvág a Polisszjai-alföldön, vízgyűjtő területe 15 300 km² és a Dnyeper folyóba torkollik. Felső folyása szűk és kanyargós, hajózható alsó folyása 40–90 méter széles, mintegy 4 kilométer széles völggyel.